# Грюнсфелд
Грюнсфелд (на немски: Grünsfeld) е град в Баден-Вюртемберг, Германия, с 3603 жители (2015).
Грюнсфелд е споменат за пръв път в документ през 750 г. и ок. 1320 г. получава права на град.